# Serguei Reformatski
Serguei Nikolàievitx Reformatski (en rus Серге́й Никола́евич Реформа́тский), nascut l'1 d'abril de 1860 a Borisoglebskoe, prop d'Ivànovo, i traspassat el 28 de juliol de 1934, fou un químic rus/soviètic.

## Biografia
Reformatsky era fill d'un predicador i estudià a la Universitat de Kazan, amb el químic Aleksandr Mikhàilovitx Zàitsev fins al 1882. Després se n'anà a Alemanya per continuar estudiant amb Viktor Meyer a la Universitat de Heidelberg i amb Wilhelm Ostwald a la Universitat de Leipzig. Finalment obtingué el seu doctorat el 1891. L'any següent fou nomenat professor de la Universitat de Kíiv, on romangué la resta de la seva vida.

## Obra
El 1887 descobrí la reacció de Reformatsky, en la qual un compost orgànic de zinc és el component clau. L'ús del zinc en les reaccions orgàniques era comú en aquell temps, però fou substituït pel magnesi més convenient. Però no era possible que la reacció dels àcids α-clor amb les cetones, ja que el magnesi, base reactius de Grignard, és molt reactiu i condueix a altres productes. Això feu que la reacció de Reformatsky fos una manera més adient per a la condensació d'aldehids 1 o cetones amb α-halo esters 2 en presència de zinc metàl·lic per formar β-hidroxi-esters 3.